# Tradition orale
La tradition orale (également culture orale, patrimoine oral ou encore littérature orale) est une façon de préserver et de transmettre l'histoire, la loi et la littérature de génération en génération dans les sociétés humaines (peuples, ethnies, etc.) qui n'ont pas de système d'écriture ou qui, dans certaines circonstances, choisissent ou sont contraintes de ne pas l'utiliser. La tradition orale est parfois considérée comme faisant partie du folklore d'un peuple. Il serait sans doute plus juste d'y voir l'une des formes principales de l'enseignement (initial et renouvelé) des sociétés humaines avec ou sans écriture. Le nom de l'usage de la tradition orale et patrimoniale en milieu muséal se nomme mentefact.

## Histoire
Jusqu'à la fin de l'Antiquité tardive, de nombreuses matières mythologiques ou religieuses ont d'abord été véhiculées oralement avant d'être fixées par écrit. Certains textes célèbres ont été grandement inspirés de ces traditions, comme l'Iliade et l'Odyssée, attribués à Homère et issus du Cycle troyen ; les Vedas ; les chansons de geste et romans arthuriens (issus respectivement de la matière de France et de la matière de Bretagne) ; certains livres de la Bible, la transmission orale des évangiles , etc.
L'expression « littérature orale » apparaît à la fin du XIXe siècle avec Paul Sébillot et son ouvrage Littérature orale de la Haute-Bretagne. Elle désigne, chez les folkloristes de l'époque, les contes, chansons ou proverbes transmis oralement en milieu rural. Cette expression comporte une contradiction interne, puisque "littérature" suppose un écrit, tandis que "orale" suppose une voix. Pour eux, l'oral n'était qu'un critère de classement, et ce qu'ils considéraient comme la vraie littérature restait l'écrit ; ils n'apercevaient pas la diversité et la complexité des voix qu'ils recueillaient. Toutefois, ils portent en eux une intuition : celle du caractère tout à fait original de la communication orale. Mais rien ne permet de confondre oral et populaire, et le folklore caractérise un mode particulier de faits sociaux ; même si dans quelques cas, ces différentes notions s'associent, c'est une erreur que de généraliser cette correspondance.
Notre notion de littérature s'est formée à la fin du Moyen Âge et s'est imposée à l'époque des Lumières. Elle conçoit les textes comme des entités finies, produits d'une institution, propriété d'un auteur, pour un public dont la sensibilité est éduquée dans ce but. De telles conceptions ne se retrouvent en aucune façon dans l'oralité, à moins que ne se produise une dérive "littéraire" du message oral. C'est pourquoi Paul Zumthor, chercheur en langue et littérature, propose de parler plutôt de « poésie orale ». La poésie permet d'entendre tout art du langage, indépendamment d'un contexte historique, la littérature n'en étant qu'une partie. Cette notion de littérature est inconnue jusqu'au 13e ou 14e siècle, et ça n'est pas un hasard si les intellectuels des années 1770-1820, les premiers à commencer à parler de faits littéraires, sont aussi les premiers à parler de Moyen Âge et à rechercher des traces de poésie orale encore présente sur le territoire européen.
Ce que nous appelons aujourd'hui performance (art) donne la meilleure idée de la façon de réaliser une poésie orale et de faire vivre une tradition orale. Même lorsque la mise en place demande le secours de l'écrit, l'appel à la performance en fait un acte pleinement oral. Alors que dans une œuvre écrite, le texte reste plus ou moins l'élément principal, par la performance, même ce qui est écrit se lie avec l'ensemble des autres éléments qui participent à l'événement : la voix bien sûr, mais aussi ses circonstances sociales présentes, sa codification, et surtout la présence physique, simultanée, des personnes qui disent et écoutent. La plupart des cultures, au cours de l'histoire, ont remarqué ce côté inséparable des composantes de la tradition orale. Elles les ont codifiées, distinguant souvent les genres de traditions orales par leur degré de codification. Le rite, par exemple, connu dans toutes les civilisations, est très codifié. En Europe, l'exécution des hymnes nationaux répond aussi à ce genre. Si la codification est faible elle donne libre cours aux variations de la voix. Ces codifications, existantes ou non, mettent en scène un savoir-être commun à toutes les personnes présentes et actives. La tradition orale, ainsi, devient plus complexe et plus forte que l'écrit. L'objectif de ces régulations est d'imposer, par-delà l’œuvre, le premier référent : le corps vivant.
La théorie de l'oralité, initialement formulée par Milman Parry et Albert Lord à propos des épopées d'Homère et appliquée par la suite à d'autres genres de textes avec plus ou moins de succès, tente de préciser les modalités d'élaboration et de transmission d'œuvres appartenant à ces genres.

## Une tradition en perpétuelle mutation
Selon Seydou Camara, qui étudie la transmission orale des traditions africaines, le texte véhiculé oralement se transforme selon les intérêts de chacun, faisant apparaître à chaque fois de nouvelles variantes. Même lorsque le texte est écrit sous forme de manuscrit, des erreurs s'ajoutent à chaque copie, à tel point qu'on recense « une infinité de variantes » dont seul le « noyau » reste inchangé. Ainsi, même si les récits de fondation font référence à des phénomènes historiques, ils ont toujours une teneur fictive et mythique.
Yves Person étudie quant à lui les limites temporelles de l'oralité, et fait remarquer ceci : « Une règle assez générale, qui vaut d'ailleurs pour les traditions orales dans leur ensemble, est que les souvenirs remontent seulement jusqu'à la dernière migration. Il semble qu'un élément visuel (tombes, lieux sacrés ou sites mémorables) soit presque toujours nécessaire pour maintenir vivante la mémoire. Tout ce qui est antérieur doit s'être effacé en l'espace d'une vie d'homme ». Il ajoute que certains peuples d'Afrique peuvent se souvenir d’événements marquants remontant plusieurs siècles en arrière, mais qu'avec le temps les détails sont oubliés ou transformés.

## Les différentes formes de la tradition orale
Chaque groupe ayant sa propre culture orale, ces traditions s'appuient sur des récits, la langue ou des chansons.
Certaines de ces traditions orales sont véhiculées par des gardiens du savoir, comme les anciens qui jouent le rôle de narrateurs d'histoire chez les peuples autochtones d'Amérique du Nord.
Certains récits peuvent être partagés à l'extérieur de la communauté, tandis que d'autres sont destinés à être transmis exclusivement en son sein.
Les noms de lieux font également partie de ces narrations d'histoires, et touchent par ailleurs à un aspect essentiel lorsqu'ils lient ces récits aux territoires, voire peuvent être à la base de revendications territoriales.
Des objets peuvent aussi jouer un rôle dans la transmission de l'histoire d'un peuple, par exemple les colliers wampum en Amérique du Nord.
Enfin, le chant et la danse entrent dans ces vecteurs de transmission de la culture orale, en participant à la mémoire du patrimoine oral d'un peuple.

## Les thèmes de la tradition orale
Parmi les thèmes très souvent retrouvés dans les cultures orales, on peut citer les histoires sur l'origine et contes étiologiques ou les poèmes ou chansons.
Une répartition plausible serait, toutes langues confondues :
1. formes brèves : proverbes, maximes, adages, dictons, devises, emblèmes, devinettes, énigmes, contes, chansons,
2. lignées (familles, villages) : listes ordonnées de noms (anthroponymes) et de lieux (toponymes),
3. art et artisanat : lexique de termes, techniques, pratiques
4. pharmacopée et médecine : plantes, traitement médical (et social),
5. récits fondateurs (mythes, légendes), rites et rituels (religieux et civils)...